# Oybin
Oybin es un municipio situado en el distrito de Görlitz, en el estado federado de Sajonia (Alemania), a una altitud de 400 metros. Su población a finales de 2016 era de unos 1400 habs. y su densidad poblacional, 76 hab/km².